# Croix des Bouquets (kommun)
Croix des Bouquets (haitisk kreolska: Kwadèbouke) är en kommun i Haiti.   Den ligger i departementet Ouest, i den södra delen av landet, 18 km öster om huvudstaden Port-au-Prince.
Från Croix des Bouquets kommer konstnärerna Serge Jolimeau, Georges Liautaud, Murat Brierre, bröderna Louis-Juste och Gabriel Bien-Aimé, liksom rapparen Wyclef Jean.
I januari 2009 öppnades i Croix des Bouquets Le Musée Georges Liautaud. 
I nordöstra delen av kommunen ligger sjön Trou Caïman.